# خوسيه جاسينتو هيدالغو
خوسيه جاسينتو هيدالغو (بالإسبانية: José Jacinto Hidalgo) هو عداء سريع فنزويلي، ولد في 4 يناير 1943.

## وصلات خارجية
- خوسيه جاسينتو هيدالغو على موقع أوليمبيديا (الإنجليزية)